# The Daleks
A The Daleks (más néven The Mutants vagy The Dead Planet) (magyarul:A Dalekok) a Doctor Who tévésorozat második története, amit 1963. december 21. és 1964. február 1. között vetítettek 7 epizódban. Ebben a részben jelentek meg a Doktor főellenségei a Dalekok.
1965-ben készült egy mozifilm adaptáció is a történetből Pater Cushing főszereplésével.

## Történet
Ebben a történetben a Doktor és társai a Skaro bolygóra érkeznek ahol először a Dalekokkal találkoznak. Majd miután megszöktek a Dalekoktól a Doktor és társai a Thalokkal szövetkeznek hogy legyőzzék a Dalekokat.

## Epizód lista
| Epizód címe                          | Bemutató napja     | Hosszúsága | Nézők száma (millió) | Formátum                                  |
| ------------------------------------ | ------------------ | ---------- | -------------------- | ----------------------------------------- |
| A halott bolygó (elveszett)          | levetítetlen       | ismeretlen | n/a                  | csak állóképek és/vagy töredékek léteznek |
| A halott bolygó (megmaradt változat) | 1963. november 21. | 24:22      | 6,9                  | 16 mm t/r                                 |
| A túlélők                            | 1963. november 28. | 24:27      | 6,4                  | 16 mm t/r                                 |
| A szökés                             | 1964. január 4.    | 25:10      | 8,9                  | 16 mm t/r                                 |
| A csapda                             | 1964. január 11.   | 24:37      | 9,9                  | 16 mm t/r                                 |
| Az expedíció                         | 1964. január 18.   | 24:31      | 9,9                  | 16 mm t/r                                 |
| A megpróbáltatás                     | 1964. január 25.   | 26:24      | 10,4                 | 16 mm t/r                                 |
| A mentőakció                         | 1964. február 1.   | 22:24      | 10,4                 | 16 mm t/r                                 |

## Könyvkiadás
A könyvváltozatát 1973. május 22-én adta ki a Target könyvkiadó.

## Otthoni kiadás
- VHS-en 1989-ben adták ki.
- DVD-n 2006 januárjában adták ki, a The Beginning nevű dobozban az An Unearthly Child és a The Edge of Destruction részekkel együtt.

## Teljes szereplőlista
Főszereplők:
- William Hartnell-(First Doctor)
- Carole Ann Ford-(Susan Foreman)
- Jacqueline Hill-(Barbara Wright)
- William Russell-(Ian Chesterton)

Vendégszereplők:
- Alan Wheatley- Temmosus
- John Lee- Alydon
- Virginia Wetherell- Dyoni
- Philip Bond-Ganatus
- Marcus Hammond-Antodus
- Gerald Curtis-Elyon
- Jonathon Crane-Kristas
- Peter Hawkins, David Graham-Dalek Voices
- Robert Jewell, Kevin Manser, Michael Summerton, Gerald Taylor, Peter Murphy - Daleks
- Chris Browning, Katie Cashfield, Vez Delahunt, Kevin Glenny, Ruth Harrison, Lesley Hill, Steve Pokol, Jeanette Rossini, Eric Smith - Thals

### Fordítás
- Ez a szócikk részben vagy egészben  a   The Daleks című angol Wikipédia-szócikk fordításán alapul.  Az eredeti cikk szerkesztőit annak laptörténete sorolja fel. Ez a jelzés csupán a megfogalmazás eredetét és a szerzői jogokat jelzi, nem szolgál a cikkben szereplő információk forrásmegjelöléseként.